# Tomas Blixenstierna
Tomas Blixenstierna, tidigare Andersén, född 26 juni 1661 i Stockholm, död 21 augusti 1715 i Stockholm, var en svensk statssekreterare.

## Biografi
Tomas Blixenstierna föddes 1661 i Stockholm. Han var son till handlanden Tomas Andersén och Sara Nyman. Blixenstierna blev 21 augusti 1672 student vid Uppsala universitet och diputerade 1682. Han blev 1691 auskultant i Svea hovrätt och 9 november 1691 notarie i Exekutionskommissionen. Blixenstierna blev 6 april 1693 häradshövding i Södertörns härad. Han adlades 9 november 1693 till Blixenstierna och introducerades samma år i Sveriges Riddarhus som nummer 1277. Blixenstierna blev 15 april 1696 assessor i Svea hovrätt, 22 januari 1702 revisionssekreterare, 27 februari 1702 ledamot av Lagkommissionen och 2 januari 1714 statssekreterare i Handelsexpeditionen. Han avled 1715 i Stockholm och begrvdes i Munsö kyrka, där hans vapen sattes upp.

### Familj
Blixenstierna gifte sig 6 oktober 1698 i Stockholm med Elisabet Adlersköld (1681–1724), dotter till kommissarien Lydert Adlersköld och Anna Furubom. De fick tillsammans barnen Anna Margareta Blixenstierna (1699–1729) som var gift med lagmannen Carl Wattrang, Lydert Tomas Blixenstierna (född 1702), Charlotta Elisabet Blixenstierna (1703–1776) som var gift med hovmarskalken Sven Cederström, Carl Blixenstierna (född 1704) och assessorn Tomas Blixenstierna (1712–1753) i Bergskollegium. Efter Blixenstiernas död gifte Elisabet Adlersköld om sig generallöjtnanten och presidenten friherre Johan Giertta.